# Niphocona minuens
Niphocona minuens là một loài bướm đêm trong họ Noctuidae.